# Robert Jordan
James Oliver Rigney, Jr., känd under författarnamnet Robert Jordan, född 17 oktober 1948 i Charleston, South Carolina, död 16 september 2007, var en amerikansk författare, mest känd för sin bästsäljande fantasyserie Sagan om Drakens Återkomst (The Wheel of Time). 
Jordan tog en examen i fysik vid The Citadel, ett militäruniversitet i South Carolina. Han tjänstgjorde sedan i Vietnamkriget. Han bodde i hemstaden Charleston med sin fru Harriet. 
Jordan hade beräknat att det ”bara” skulle bli 12 böcker i serien Wheel of Time, alltså 24 i den svenska Sagan om Drakens Återkomst. De två första böckerna är översatta av Ylva Spångberg och resterande är översatta av Jan Risheden. De senaste böckerna som är översatta till svenska är Dunklets korsväg, De dödas stad, Tar Valons Fånge (utkom på svenska i augusti 2006) och Fällan (även den utgiven på svenska 2006). Den senast skrivna boken heter A Memory of Light, som är den sista och avslutande delen i serien. Den skrevs färdigt av Brandon Sanderson efter Jordans död. Sedan boken The Gathering Storm översätts inga fler böcker i serien till svenska. Anledningen är dels att det utgivande förlagt Natur & Kultur hävdar att intresset för serien har svalnat och dels för att flera av seriens fans läser böckerna på originalspråket. Ytterligare en anledning till att böckerna inte kommer översättas är att efter Jordans bortgång insåg förlaget att serien skulle vara klar först 2015 (då den sista delen valdes att delas upp i tre delar). Robert Jordan hade bekräftat att nästa serie efter SoDÅ skulle komma att heta Infinity of Heaven och innehålla "high fantasy with a touch of Shogun". Han bekräftade också att han efter bok 12 skulle skriva 2 stycken "prequels" som handlar om tiden mellan Begynnelsen och Farornas väg.

## Sjukdom
I mars 2006 fick Jordan amyloidos. Den 16 september 2007 avled han i samma sjukdom, innan han hunnit skriva färdigt den sista romanen i The Wheel of Time. Den 7 december 2007 kom beskedet att författaren Brandon Sanderson på förlaget Tor Books ska skriva klart den sista boken i Wheel of time-serien, på engelska benämnd A Memory of Light. Jordans änka, Harriet, valde Sanderson efter att ha läst hans bokserie Mistborn.

### Fallonserien
(under pseudonymen Reagan O'Neal)
- The Fallon Legacy (1981)
- The Fallon Pride (1982)
- The Fallon Blood (1995)

### Conanserien
- Conan the Defender (1982)
- Conan the Invincible (1982)
- Conan the Triumphant (1983)
- Conan the Unconquered (1983)
- Conan the Destroyer (1984)
- Conan the Magnificent (1984)
- Conan Erövraren (1988)
- Conan the Victorious (1984)

Flera bibliografier brukar även inkludera Conan: King of Thieves (1984), som egentligen var arbetstiteln till Conan the Destroyer. När filmens namn sedan ändrades var titeln King of Thieves redan registrerad. Någon bok med den titeln existerar dock inte.

### The Wheel of Time (Sagan om Drakens Återkomst)
I den svenska utgåvan har varje titel delats upp i två delar.
- The Eye of the World (1990) (del 1 på engelska)
  - Farornas väg (1992) (del 1 på svenska)
  - Tidens hjul (1993) (del 2 på svenska)
- The Great Hunt (1990) (del 2 på engelska)
  - Valeres horn (1994) (del 3 på svenska)
  - Tomans huvud (1995) (del 4 på svenska)
- The Dragon Reborn (1991) (del 3 på engelska)
  - Drakens flykt (1995) (del 5 på svenska)
  - Tears klippa (1996) (del 6 på svenska)
- The Shadow Rising (1992) (del 4 på engelska)
  - Skuggan växer (1996) (del 7 på svenska)
  - Tornets fall (1997) (del 8 på svenska)
- The Fires of Heaven (1993) (del 5 på engelska)
  - Klanernas uppbrott (1997) (del 9 på svenska)
  - Stormen vaknar (1998) (del 10 på svenska)
- Lord of Chaos (1994) (del 6 på engelska)
  - Fursten av Kaos (1998) (del 11 på svenska)
  - Svarta tornet (1999) (del 12 på svenska)
- A Crown of Swords (1996) (del 7 på engelska)
  - Vindarnas skål (1999) (del 13 på svenska)
  - En krona av svärd (2000) (del 14 på svenska)
- The Path of Daggers (1998) (del 8 på engelska)
  - Knivarnas väg (2000) (del 15 på svenska)
  - Järnets tid (2001) (del 16 på svenska)
- Winter's Heart (2000) (del 9 på engelska)
  - Vinterns hjärta (2001) (del 17 på svenska)
  - De nio månarnas dotter (2002) (del 18 på svenska)
- Crossroads of Twilight (2003) (del 10 på engelska)
  - Dunklets korsväg (2003) (del 19 på svenska)
  - De dödas stad (2004) (del 20 på svenska)
- Knife of Dreams (2005) (del 11 på engelska)
  - Tar Valons Fånge (2006) (del 21 på svenska)
  - Fällan (2006) (del 22 på svenska)
- The Gathering Storm (2009) (del 12 på engelska)
- Towers of Midnight (2010) (del 13 på engelska)
- A Memory of Light (2013) (del 14 på engelska)

Utöver ovanstående finns även tilläggsverk som anknyter till "the Wheel of Time":
- The World of Robert Jordan's the Wheel of Time (1997) (En bok med kartor, historia, bilder m.m.)
- New Spring (2004) (Första romanen i en serie av tre som tar upp händelser före ‘’Sagan om Drakens Återkomst’’. Efter RJ:s bortgång så kommer del två och tre inte skrivas.)
  - Begynnelsen (2004) (svensk titel)